# Open-Sankoré
Open-Sankoré è un  software libero multipiattaforma per lavagne interattive multimediali (LIM), compatibile con ogni tipo di proiettore e dispositivo di puntamento.

## Storia
Open-Sankoré è basato sul software Uniboard, originariamente sviluppato dall'Università di Losanna (Svizzera) a partire dal 2003 e utilizzato per la prima volta dai docenti dell'università nell'ottobre dello stesso anno. Il progetto divenne poi una spin-off dell'università tramite una start-up locale, la Mnemis SA. Venne poi venduto a GIPENA-Groupement d'intérêt public pour l'éducation numérique en Afrique (un ente morale di diritto pubblico francese) che acquisì la proprietà intellettuale del software al fine di renderlo un progetto open source da distribuire nei termini legali della GNU General Public License (GPL).
Nel 2013 l'assemblea generale ha approvato la decisione di dissoluzione anticipata del Gruppo di Interesse Pubblico per l'Educazione Digitale in Africa (GIP ENA).
Nel settembre 2014 è partito il fork OpenBoard che ha continuato lo sviluppo del software.

## Innovazioni
Oltre a essere la prima completa funzionalità software per lavagna interattiva disponibile in open source, Open-Sankoré apporta due innovazioni chiave per il mercato. In primo luogo, il formato di file non è binarizzato ed è basato sullo standard web W3C, rendendo pertanto possibile la visualizzazione in un browser web moderno. Questo permette ai creatori di contenuti di distribuire le loro lezioni on-line, senza la necessità di installare il software o un plugin. In secondo luogo, il software può essere esteso utilizzando applicazioni che sono scritte con lo standard widget di W3C. Questo permette agli sviluppatori di software di concentrarsi sulle funzionalità di base di Open-Sankoré mentre è la comunità a sviluppare con facilità una vasta gamma di applicazioni specifiche per soddisfino le necessità più disparate.

## Iniziative educative
Il governo francese ha avviato una Delegazione Interministeriale per l'Educazione Digitale in Africa (DIENA) e un Gruppo di Interesse Pubblico per l'Educazione Digitale in Africa (GIP ENA) al fine di attuare un programma pluriennale per lo sviluppo dei sistemi di educazione digitale in molti paesi partner africani. Open-Sankoré è un obiettivo strategico che questo gruppo cerca di raggiungere nel campo dell'istruzione in Africa, e un'iniziativa delle Nazioni Unite.

## Cronologia delle versioni
Open-Sankore, versione 2.5.1 scaricabile qui Archiviato il 16 marzo 2015 in Internet Archive. è stata distribuita il 8 dicembre 2014.
Open-Sankore, versione 2.3
La versione 2.3 di Open-Sankoré è stata distribuita il 27 gennaio 2014. Questa versione  ha una maggiore stabilità. La gestione degli sfondi è stata migliorata. Inoltre permette agli utenti di inserire dei file direttamente nella “pagina del titolo” della“Scheda guida”.
Open-Sankore, versione 2.1
La versione 2.1 di Open-Sankoré è stata distribuita il 20 novembre 2012. È compatibile con i sistemi Apple OS X Snow Leopard o superiori, Linux (Debian e Ubuntu a 32/64 bit), Windows XP/Windows Vista/Windows 7 (il supporto a Windows 8 è in fase di sviluppo), con tutti i proiettori e lavagne interattivi e con molti tablet.
Open-Sankore version 1.4
La versione 1.4 di Open-Sankoré è stata resa pubblica nel mese di luglio 2012, per risolvere i bug della versione 1.3 e per migliorarne le performance ma anche per introdurre nuove funzionalità come nuovi strumenti interattivi con cui creare esercizi per far impratichire gli studenti, motori di ricerca online che permettono agli utenti di cercare immagini, video, documenti sonori e musicali, su Google e su Planète.Sankoré direttamente all'interno del software, ottenere supporto per i formati file IWB/CFF, e un nuovo motore per la gestione dei testi.